# インフィニティ・ウィズイン
『インフィニティ・ウィズイン』（Infinity Within）はアメリカのグループ、ディー・ライトの2枚目のオリジナル・アルバム。1992年にエレクトラ・レコードから発売された本作は詩的にも、演奏、全体的なトーンのどれもが前作『ワールド・クリーク』と比べてより政治色が強くなった内容。
先行シングルとして発売された「ランナウェイ」(Runaway) がビルボードのダンスチャートでグループ4作目の1位に輝いたことで、『ワールド・クリーク』以降の成功を手助けした。 

## 説明
前作『ワールド・クリーク』のテーマが国際的な平和、喜び、団結に重きを置いていたのに、本作はより政治的なテーマが扱われ、それはアルバムカバーに記載されている「受け入れよう！これはプロチョイス・アルバムだ」というメッセージに顕著であり、環境問題をテーマにした「オゾン層の穴に落ちる夢を見た」、セーフセックスを通じての性的開放を歌った「ラバー・ラヴァー」、司法制度の不具合を歌った「ファディ・ダディ・ジャッジ」、投票の大切さを歌った「投票しようよ」などといった収録曲からも受け取れる。「投票しようよ」は投票を呼び掛ける公共広告と選挙人登録簡易化法を通じて有権者登録を簡単にする呼びかけのために作られた曲でもある。
音楽評論的にはあまり受け入れられなかったが、こうした政治的な意識を作品に反映するということは前作の世界観から離れるためというわけではなく、メンバーたちにとって自然な進化だった。易経に影響を受けた本作はより内省的で、レディ・ミス・キアー曰くその作風によってバンドのスタンスが誤解されたように思った『ワールド・クリーク』の世界観に対抗したような作風になっている。

彼女はアルバムが生まれるまでのアイデアと本作のタイトルについて 
| 「 | なぜこのアルバムのタイトルを『インフィニティ・ウィズイン』と名付けたかというと、外向きかつ団結をテーマにした『ワールド・クリーク』とのバランスをとるためだったの。外を向いた後は内も見なければいけない。人々は誰もが言いなりのように見える。私はテレビの電源を消して抗議を始めてほしいの。 | 」 |

と明かしている。
環境への支援としてアルバム売上金の一部をグリーンピースに寄付することを誓った。さらに本作は環境にやさしいパッケージ、通称：エコパック、で作られた最初のワーナーミュージックから発売の作品でもあった。1991年にワーナーの子会社、ヒル・パッケージングによってデザインされ、購入後に廃棄されることが多かった長箱と違い、環境に優しい作りとなっており、CDショップでちゃんと飾れるように促進する狙いもあった。エコパックはCDショップで長箱と同じように陳列されていた。本作を購入してシュリンクをはがすとジュエルケース型になっており、今でいうデジパックと似ている。1993年、長箱は徐々にCDショップから消えてゆき、プラスチック製のジュエルケースやデジパックが主流になっていた。エコパック形態が姿を消した現在、本作はエコパックで販売された数少ないアルバムの中の一つでもある。
日本盤のライナーノーツには小泉今日子、岡崎京子、かとうれいこが寄稿を寄せた。

## 批評
| 専門評論家によるレビュー         | 専門評論家によるレビュー |
| レビュー・スコア                 | レビュー・スコア         |
| 出典                             | 評価                     |
| -------------------------------- | ------------------------ |
| オールミュージック               | [ 6 ]                    |
| Calgary Herald                   | B+                       |
| エンターテインメントウィークリー | B                        |
| Christgau's Consumer Guide       | [ 9 ]                    |
| ローリング・ストーン             | [ 10 ]                   |
| スピン                           | (好意的)                 |
| ワシントン・ポスト               | (好意的)                 |

雑誌や評論家からのアルバムへの評価は賛否が混じったが、そういったアルバムに対しての生ぬるい反応の中でRobert Christgauはアルバムに対して最高評価を付けた。
ワシントン・ポストのジョー・ブラウンは「彼らは自分達がアニメのキャラクターや紙人形ではないことを証明するかのように、アルバムジャケットのメッセージに代表されるような張り詰めたメッセージを伴って実体を表そうとした。彼らの関心はセーファーセックス、環境破壊、投票、地球外生命体、とB-52'sのやっている事に近く、音楽的には「グルーヴ・イズ・イン・ザ・ハート」のようにヒット性のある曲はないものの、彼らお得意のハウス、R&B、エレクトロのサンプルを織り交ぜたようなそれは一貫しており、「ランナウェイ」や「ハート・ビー・スティル」などではしつこいぐらいフックを繰り返す。キアーは歌手として以前よりもっと自信を持って、かつリラックスしており、そこにDJ達や様々なゲスト達がランウェイ・ウォーキングやステアマスターに最適な完璧な演奏を届けてくれる」と執筆している。

## シングル
『インフィニティ・ウィズイン』は3枚のコマーシャル・シングルを発売している。

### ランナウェイ
「ランナウェイ」はCD、カセット、12インチのレコードなどの販売形態で1992年5月に先行シングルとして発売された。この曲はアルバム発売の3週間前に発売され、ビルボード・ダンス・チャートでは4作目の首位に君臨した。「ラバー・ラヴァー」とのカップリングで一般向けに発売されたものはビルボードのホット・ダンスミュージック/マキシ・シングル売上のチャートにも入った 。ギリシャのシングルチャートではトップ10に入っている。
「ランナウェイ」のミュージックビデオはガス・ヴァン・サントによって監督され、MTVでもそこそこ放映された。本作からのシングルでミュージックビデオが制作されたのは「ランナウェイ」だけだった。

### その他のシングル
「サンキュー・エヴリデイ」はアルバムから2枚目のシングルとして、CDと12インチ・レコードで1992年9月に発売されたが、チャート入りは逃した。最後のシングル「プッシーキャット・ミャオ」は1992年11月に12インチ・レコードで発売されたのみだが、ビルボードのダンス・チャートで6位、セールス・チャートでも26位まで上がった。「オゾン層の穴に落ちる夢を見た」はプロモーション用限定のシングルCDが作られている。
「ランナウェイ」はダンスチャートで成功をおさめたが、どれも前作のシングルを超える成功はなく、Billboard Hot 100にもチャートインしていない。

## トラックリスト
| #   | タイトル                                                                                        | 作詞 | 作曲・編曲 | 時間 |
| --- | ----------------------------------------------------------------------------------------------- | ---- | ---------- | ---- |
| 1.  | 「I.F.O.」                                                                                      |      |            | 2:55 |
| 2.  | 「ランナウェイ」(Runaway)                                                                       |      |            | 3:54 |
| 3.  | 「ハート・ビー・スティル」(Heart Be Still)                                                      |      |            | 4:11 |
| 4.  | 「アイ・ウォント・ギヴ・アップ」(I Won't Give Up)                                               |      |            | 4:25 |
| 5.  | 「投票しようよ」(Vote, Baby, Vote)                                                              |      |            | 0:33 |
| 6.  | 「2クラウズ・アボヴ9」(Two Clouds above Nine (featuring Jamal-ski))                             |      |            | 5:09 |
| 7.  | 「エレクトリック・ショック」(Electric Shock)                                                    |      |            | 4:49 |
| 8.  | 「オゾン層の穴に落ちる夢を見た」(I Had a Dream I Was Falling through a Hole in the Ozone Layer) |      |            | 5:39 |
| 9.  | 「ファディ・ダディ・ジャッジ」(Fuddy Duddy Judge featuring Michael Franti)                      |      |            | 4:37 |
| 10. | 「プッシーキャット・ミャオ」(Pussycat Meow)                                                     |      |            | 3:50 |
| 11. | 「サンキュー・エヴリデイ」(Thank You Everyday)                                                  |      |            | 6:22 |
| 12. | 「ラバー・ラヴァー」(Rubber Lover)                                                              |      |            | 3:59 |
| 13. | 「夢は素敵」(Come on in, the Dreams Are Fine (featuring Arrested Development))                  |      |            | 5:10 |
| 14. | 「ラヴ・イズ・エヴリシング」(Love is Everything (bonus track))                                  |      |            | 5:27 |

全曲作詞作曲：ディー・ライト
- #1,  Arrested Developmentとの共作。
- #6, Jamal-Skiとの共作。
- #9, Michael FrantiとDanny Maddenとの共作[14]。

## チャート・パフォーマンス
| チャート (1992)               | 最高 順位 |
| ----------------------------- | --------- |
| オーストラリア (ARIAチャート) | 117       |
| 全英アルバムチャート          | 37        |
| US Billboard 200              | 67        |

| チャート (1992)                        | 最高 順位 |
| -------------------------------------- | --------- |
| カナダ (RPM)                           | 70        |
| ヨーロッパ (European Dance Radio)      | 12        |
| フィンランド (Suomen virallinen lista) | 15        |
| ギリシャ (IFPI)                        | 10        |
| スイス (Schweizer Hitparade)           | 25        |
| 全英シングルチャート (OCC)             | 45        |
| UK Dance (Music Week)                  | 9         |
| US Dance Club Songs (Billboard)        | 1         |

## クレジット
| - レディ・ミス・キアー – vocals - ドミトリー・ブリテル – guitar, keyboards, bass, drum programming, loop scooping, piano - テイ・トウワ – keyboards, bass, drum programming, loop scooping - Bernie Worrell – clavinet (on track 3), clavinet and piano (8), synthesizer (9), melodica (14) - 冨家哲 – keyboards (11, 13) - Bootsy Collins – guitar (3, 4, 6, 8, 9, 11, 12, 14), bass (3, 10, 12, 14), backing vocals (12) - Catfish Collins – guitar (14) - Robin Lobe – percussion (3, 13) - Misha Masud – tabla (14) - Maceo Parker – saxophone (3, 4, 6, 8, 9), flute (13) - Fred Wesley – trombone (3, 4, 6, 8, 9) - Gary Mudbone Cooper, Danny Madden, Sahirah Moore, Sheila Slappy, Zhana Saunders – backing vocals - Arrested Development – rap (1), African chant (13) - Jamal-Ski (6), Michael Franti (9) – rap | - Deee-Lite - arranger, mixing, producer - Fernando Aponte - assistant engineer - Shannon Carr - assistant engineer - Dennis Mitchell - digital editing - Dante de Sole - assistant engineer - Rob Kempner - assistant engineer - Lady Miss Kier - design - Michael F. Mills - art direction, package design - John Parthum - assistant engineer - Nick Phillips - artwork - Mark Plati - engineer - Herb Powers - mastering - Mike Rogers - mixing - Dana Vlcek - assistant engineer |